# Saint-Paul-d’Espis
Saint-Paul-d’Espis ist eine Gemeinde im Südwesten Frankreichs im Département Tarn-et-Garonne in der Region Okzitanien (vor 2016 Midi-Pyrénées). Sie hat 561 Einwohner (Stand: 1. Januar 2022), gehört zum Arrondissement Castelsarrasin und ist Teil des Kantons Valence. Die Einwohner werden Saint-Paulais genannt.

## Geographie
Saint-Paul-d’Espis liegt an der Barguelonne, die die Gemeinde im Nordwesten begrenzt. Umgeben wird Saint-Paul-d’Espis von den Nachbargemeinden Castelsagrat im Norden und Nordwesten, Montesquieu im Norden und Nordosten, Moissac im Osten, Boudou im Süden, Saint-Vincent-Lespinasse im Süden und Südwesten sowie Saint-Clair im Westen und Nordwesten.

## Bevölkerungsentwicklung
| 1962                       | 1968 | 1975 | 1982 | 1990 | 1999 | 2006 | 2018 |
| 713                        | 688  | 573  | 623  | 645  | 633  | 598  | 572  |
| Quellen: Cassini und INSEE |      |      |      |      |      |      |      |

## Sehenswürdigkeiten

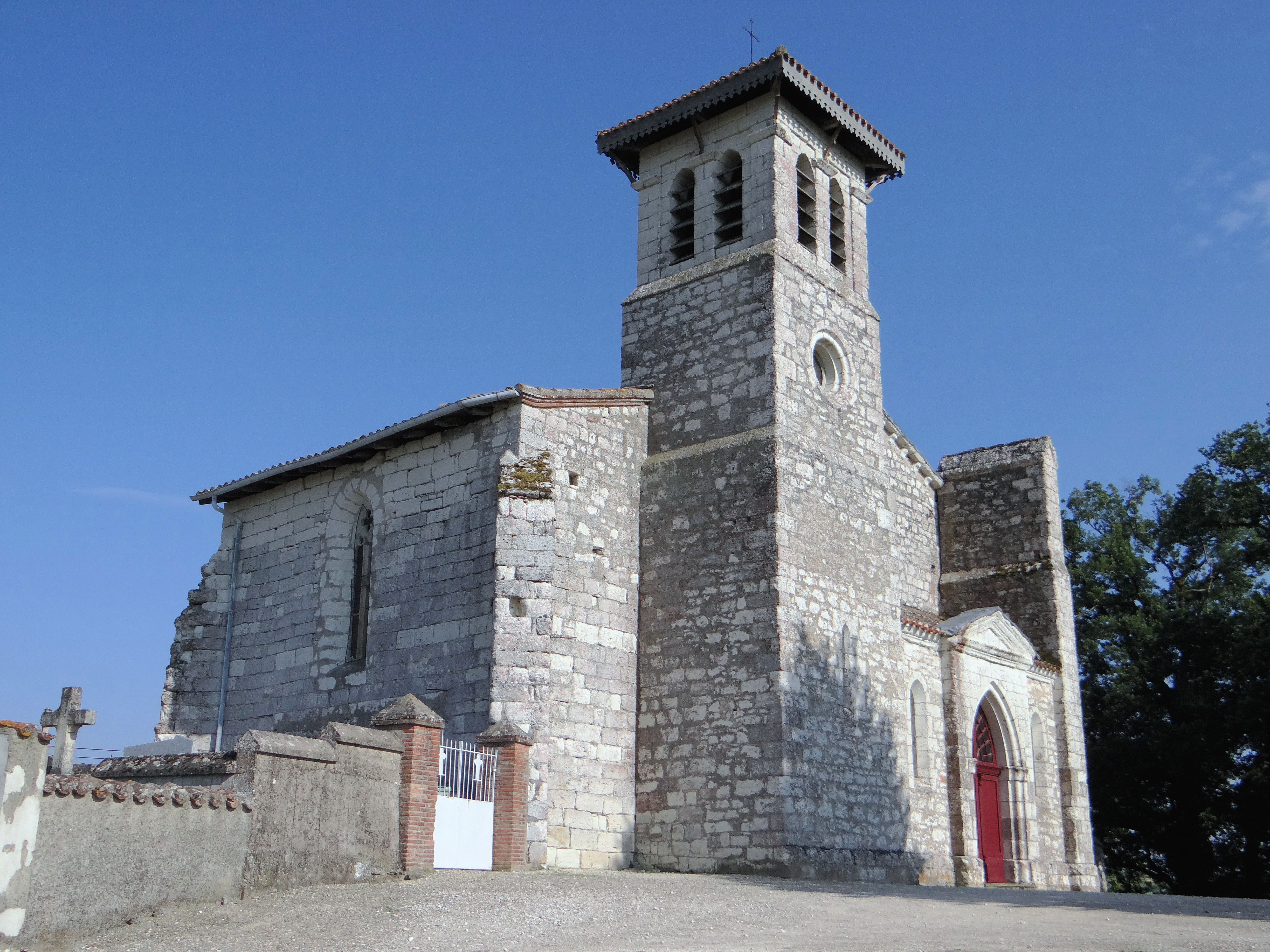
Kirche Saint-Jean de Cornac

- Kirche Saint-Jean de Cornac